# Kirin Cup 2006
De Kirin Cup 2006 was de 27e editie van de Kirin Cup. De wedstrijden werden gespeeld op 9, 11 en 13 mei in Japan. De winnaar ontving 78.600 euro (100.000 dollar), de runner-up 39.300 euro (50.000 dollar) en de nummer drie 7.860 euro (10.000 dollar). De organisator van dit driehoekstoernooi was de Kirin Corporation.

## Eindstand
| Team      | Ptn | Wed | W | G | V | DV | DT | DS |
| --------- | --- | --- | - | - | - | -- | -- | -- |
| Schotland | 4   | 2   | 1 | 1 | 0 | 5  | 1  | +4 |
| Bulgarije | 3   | 2   | 1 | 0 | 1 | 3  | 6  | –3 |
| Japan     | 1   | 2   | 0 | 1 | 1 | 1  | 2  | –1 |

### Uitslagen
|                               |          |       |                           |                                                                                     |
| 9 mei 2006 «onderlinge duels» | Japan    | 1 – 2 | Bulgarije                 | Nagai Stadium, Osaka Toeschouwers: 44.851 Scheidsrechter: Carlos Megia Davila (ESP) |
| 9 mei 2006 «onderlinge duels» | Maki 76' |       | S. Todorov 1' Yanev 90+1' | Nagai Stadium, Osaka Toeschouwers: 44.851 Scheidsrechter: Carlos Megia Davila (ESP) |

|                                |                |       |                                           |                                                                                             |
| 11 mei 2006 «onderlinge duels» | Bulgarije      | 1 – 5 | Schotland                                 | Kobe City Misaki Park Stadion, Kobe Toeschouwers: 5.780 Scheidsrechter: Toru Kamikawa (JPN) |
| 11 mei 2006 «onderlinge duels» | Y. Todorov 26' |       | Boyd 13', 43' McFadden 69' Burke 77', 88' | Kobe City Misaki Park Stadion, Kobe Toeschouwers: 5.780 Scheidsrechter: Toru Kamikawa (JPN) |

|                                |       |       |           |                                                                                               |
| 13 mei 2006 «onderlinge duels» | Japan | 0 – 0 | Schotland | Saitamastadion, Saitama Toeschouwers: 58.648 Scheidsrechter: Eduardo Iturralde González (ESP) |
| 13 mei 2006 «onderlinge duels» |       |       |           | Saitamastadion, Saitama Toeschouwers: 58.648 Scheidsrechter: Eduardo Iturralde González (ESP) |

| Winnaar Kirin Cup 2006 |
| ---------------------- |
|                        |
| Schotland 1e titel     |